# Steptorhamphus crassicaulis
Steptorhamphus crassicaulis là một loài thực vật có hoa trong họ Cúc. Loài này được (Trautv.) Kirp. miêu tả khoa học đầu tiên.